# Operações Especiais (filme)
Operações Especiais é um filme policial produzido no Brasil em 2014 e dirigido por Tomás Portella. É estrelado por Cleo e conta também com Fabrício Boliveira, Fabiula Nascimento, Thiago Martins, Marcos Caruso e Antonio Tabet no elenco.

## Sinopse
Após ser aprovada no concurso para polícia civil, Francis (Cleo) passa a frequentar o curso de habilitação para policial. Isso se passa no mesmo período em que ocorreu a invasão no Complexo do Alemão, com traficantes de vários morros cariocas fugindo para cidades periféricas. É o que ocorre na fictícia São Judas do Livramento, cidade no interior do Rio de Janeiro, que passa a lidar com uma onda de criminalidade. Para combatê-los é enviada a unidade que conta com a presença da ainda iniciante Francis. No batalhão, ela precisa lidar com a desconfiança dos demais policiais e também com as dificuldades da profissão.

## Elenco
- Cleo Pires como Francis Correa[2][3]
- Fabrício Boliveira como Décio
- Marcos Caruso como Delegado Paulo Fróes
- Thiago Martins como Roni
- Antonio Tabet como Claudemir Toscano
- Fabiula Nascimento como Rosa
- Fábio Lago como Moacir
- Analu Prestes como Dona Odélia Correa
- Luci Pereira como Maria da Penha da Mata "Dona Penha"
- Carlos Fonte Boa como Robson
- Jonathan Azevedo como Antônio Barbosa de Sousa "Mosquito"
- Gillray Coutinho como Dr. Heraldo Casagrande
- Olívia Araújo como Karla
- Kaká Nogueira como Gerente
- Amélia Bittencourt como Dona Ermenilda
- Adriano Saboya como Canhoto
- Ed Oliveira como Carrasco
- Paulo Verlings como Fiscal

## Produção
Para a composição de sua personagem, Cleo Pires aprendeu a fazer manuseio de armas de fogo, montando e desmontando, além de fazer aulas de tiro. Essa é a segunda parceria da atriz com o diretor Tomás Portella, com quem trabalhou ao protagonizar a comédia romântica Qualquer Gato Vira-Lata.
As primeiras sequências de cenas do filme são inspiradas em acontecimentos reais, como o assalto do hotel InterContinental Rio, invadido por traficantes em 2010, e a ocupação do Complexo do Alemão, em 2011.

## Lançamento
Em 5 de outubro de 2015, aconteceu uma sessão de pré-estreia com o elenco do filme, em São Paulo. O filme foi lançado comercialmente em cinemas do Brasil em 15 de outubro de 2015.

## Recepção

### Crítica dos especialistas
Operações Especiais recebeu avaliações mistas dos críticos de cinema. No site AdoroCinema, site agregador de notas de filmes, conta com uma média de 3.9 de 5 estrelas com base em 405 resenhas de usuários.
Daniel Schenker, em sua crítica ao O Globo, elogiou a atuação do elenco escrevendo: "Em Operações Especiais, [o diretor] imprime ritmo ágil, atmosfera de tensão através do trabalho de som e certa dose de humor. Também conta com desempenhos satisfatórios dos atores, valendo destacar Caruso..."
Cássio Starling Carlos, da Folha de S.Paulo, escreveu: "Operações Especiais traça um painel atual da nossa corrupção e da criminalidade expandida [...] Esse conjunto de qualidades, no entanto, não consegue superar o problema maior: acreditar em Cléo Pires como uma mulher irresistível."
Para o site Cinema com Rapadura, Arthur Grieser escreveu: "[...] temos um filme apenas mediano, que até consegue se destacar ante ao marasmo do nosso cinema comercial, mas não chega a atingir todo o seu potencial. Vale conferir, mas não vá com expectativas de acompanhar uma versão feminina do Capitão Nascimento..."

## Prêmios e indicações
| Ano  | Festival                            | Categoria                | Nomeações                               | Resultado | Ref.   |
| ---- | ----------------------------------- | ------------------------ | --------------------------------------- | --------- | ------ |
| 2015 | Troféu AIB de Imprensa              | Melhor Atriz             | Cleo Pires                              | Venceu    | [ 12 ] |
| 2016 | Grande Prêmio do Cinema Brasileiro  | Melhor Atriz Coadjuvante | Fabiula Nascimento                      | Indicado  |        |
| 2016 | Prêmio Guarani de Cinema Brasileiro | Melhor Efeitos Visuais   | Sérgio Farjalla Jr. e Guilherme Ramalho | Indicado  |        |